# Kleszczewo (powiat olecki)
Kleszczewo – wieś w Polsce położona w województwie warmińsko-mazurskim, w powiecie oleckim, w gminie Wieliczki.
W latach 1954–1971 wieś należała i była siedzibą władz gromady Kleszczewo, po jej zniesieniu w gromadzie Kijewo. W latach 1975–1998 miejscowość należała administracyjnie do województwa suwalskiego.
Komtur z Pokarmina wydał przywilej 5 marca 1488 roku, na mocy którego nadawał Stańkowi, Piotrowi i Janowi - synowi Mikołaja - oraz Maćkowi, Bernardowi i Marcinowi 45 włók na prawie magdeburskim, wolnych od czynszu, dziesięcin i tłoki z obowiązkiem trzech służb zbrojnych. Kleszczewo powstało w czasach krzyżackich, w początkowym etapie osadnictwa na ziemi oleckiej. W 1800 roku była to wolna wieś, należąca do parafii Wieliczki, z dwuklasową szkołą, która powstała około 1740 roku.
W 1935 roku miała ona dwu nauczycieli oraz 56 uczniów w klasach od pierwszej do czwartej i 19 uczniów w klasach od piątej do ósmej.
W 1938 roku Kleszczewo nazwano Kleschen (inne nazwy miejscowości: Kleszöwen, Clöschtzewa) i liczyło 623 mieszkańców. Posiadało pocztę, urząd kontroli mięsa i posterunek żandarmerii.